# نورس أدوين

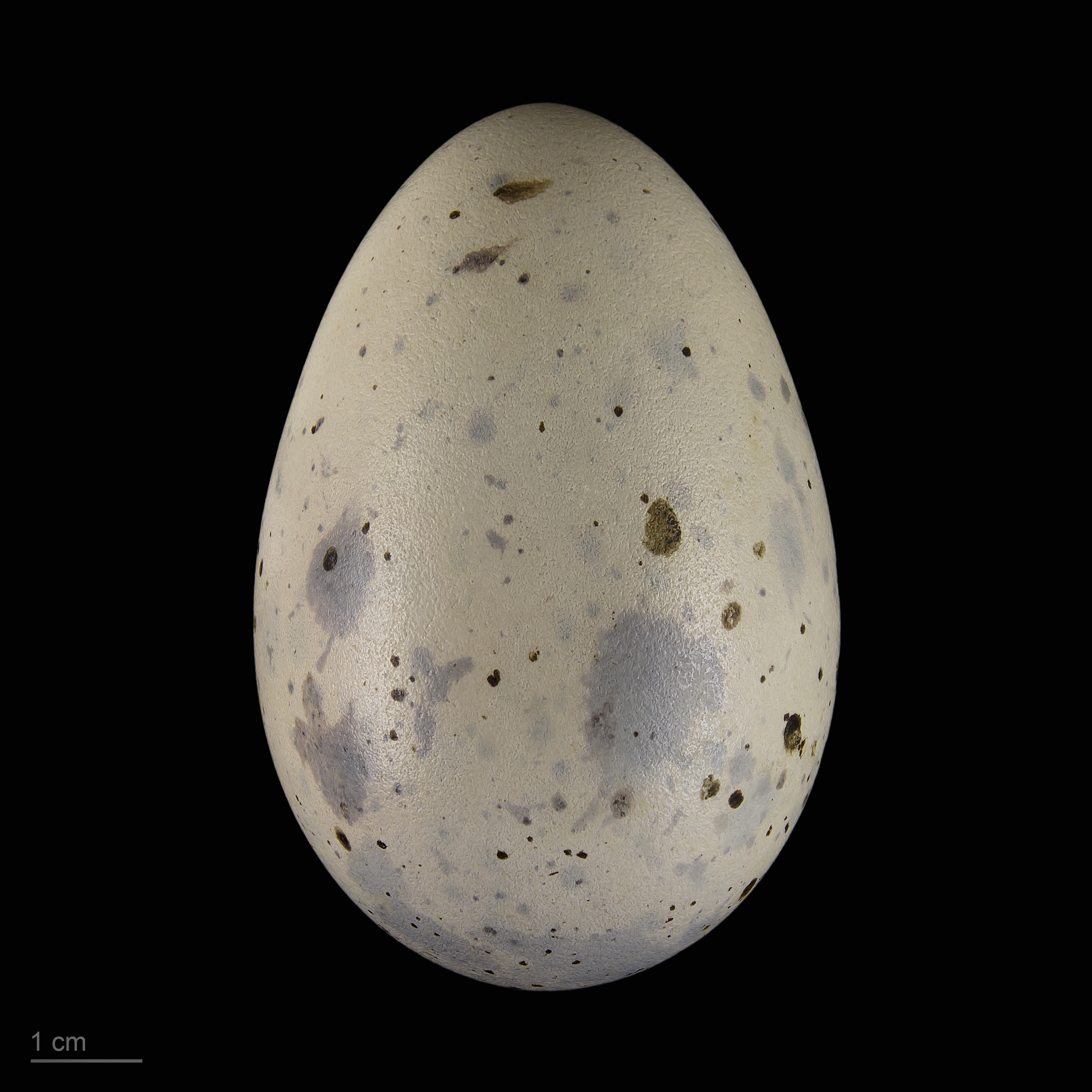
Ichthyaetus audouinii

نورس أودوين (الاسم العلمي: Ichthyaetus audouinii) (بالإنجليزية: Audouin's Gull)‏ هو نوع من الطيور يتبع جنس نورس السمك من الفصيلة النورسية.